# فرودگاه بتلفورد شمالی (کامرون مکینتاش)
 فرودگاه بتلفورد شمالی (کامرون مکینتاش) (به انگلیسی: North Battleford (Cameron McIntosh) Airport) یک فرودگاه همگانی باربری با کد یاتا YQW است که یک باند فرود آسفالت دارد و طول باند آن ۷۸۲ متر است. این فرودگاه در کشور کانادا قرار دارد و در ارتفاع ۵۴۸ متری از سطح دریا واقع شده است.